# Willa Władysława Godowskiego we Lwowie
Willa Władysława Godowskiego we Lwowie – budynek przy ul. Kostia Łewyckiego 23 we Lwowie wzniesiony w 1888 według projektu Władysława Godowskiego jako dom własny. W latach 1911–1939 pełnił funkcję domu modlitwy Chrześcijańsko-mennonickiej Gminy Kiernica-Lwów. Po 1939 został przekształcony w budynek wielomieszkaniowy.

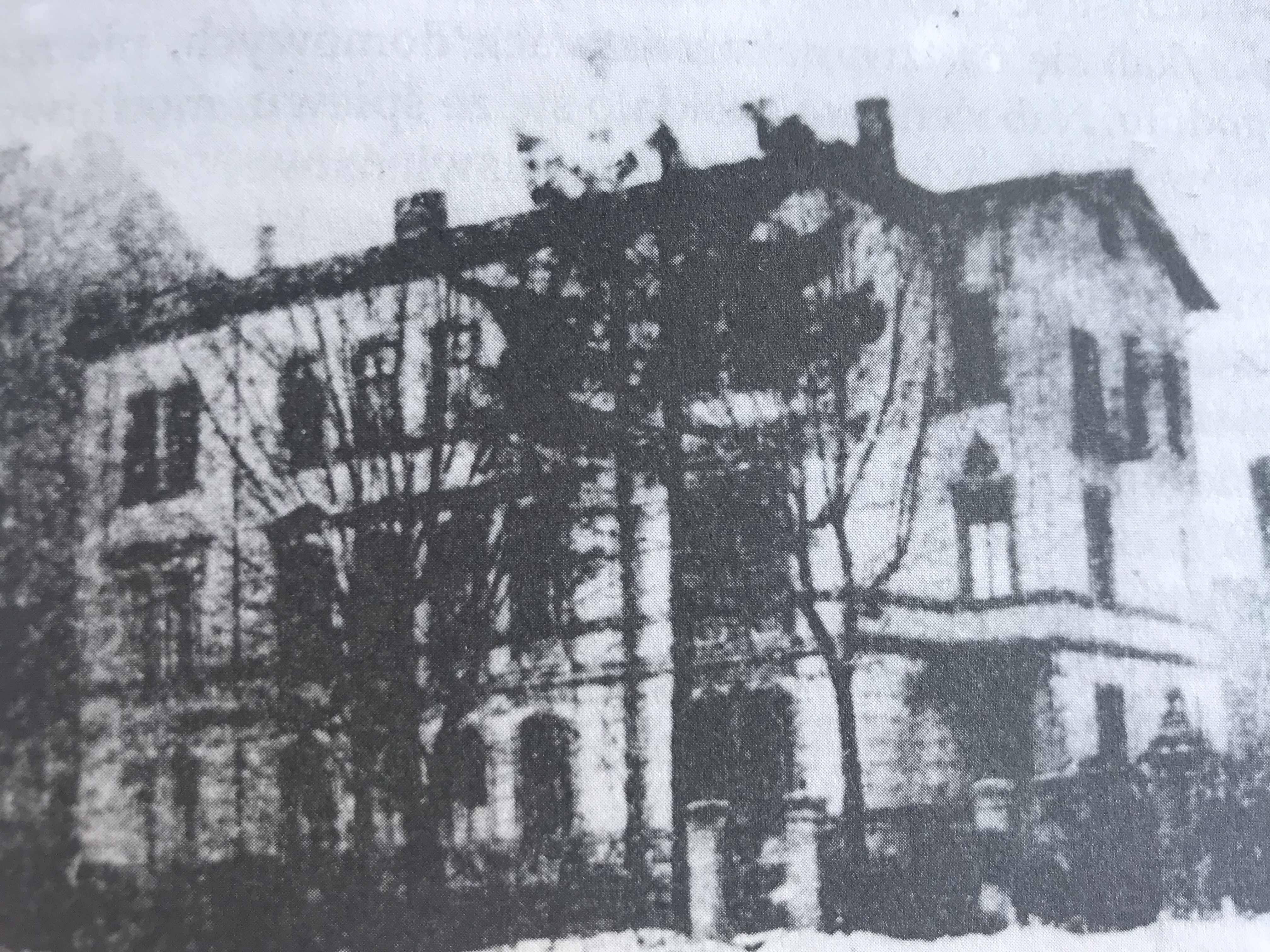
Dom przy ul. Jana Kochanowskiego 23 we Lwowie jako mennonicki dom modlitwy

W 1911 gmach został zakupiony przez Chrześcijańsko-mennonicką Gminę Kiernica-Lwów z przeznaczeniem na jej dom modlitwy i siedzibę. Utworzono w nim salę nabożeństw, kancelarię parafialną, mieszkanie duszpasterza i bursę studencką.
W okresie międzywojennym willa miała adres: ul. Jana Kochanowskiego 23.
Gdy budynek był w posiadaniu gminy mennonickiej jej statystyka przedstawiała się następująco: w 1914 skupiała ona około 600 osób, w 1921 skupiała 361 osób, a w 1931 skupiała 550 osób. W okresie międzywojennym wierni pochodzili terenu województw: lwowskiego, stanisławowskiego, tarnopolskiego oraz krakowskiego. W pobliżu Lwowa zamieszkiwali w osadach: Falkenstein, Zimna Woda, Neuhof, Kiernica, Podusilna i Rohatyń.
Budynek przestał pełnić funkcje religijne po 1 września 1939.
W latach 40. cały obiekt został dostosowany do celów mieszkalnych.
Gmach został w 2017 wpisany do Rejestru pomników kulturowego dziedzictwa Ukrainy (Реєстр пам'яток культурної спадщини України).